# Жанаталапський сільський округ (Сарисуський район)
Жанатала́пський сільський округ (каз. Жаңаталап ауылдық округі, рос. Жанаталапский сельский округ) — адміністративна одиниця у складі Сарисуського району Жамбильської області Казахстану. Адміністративний центр — село Жанаталап.
Населення — 1522 особи (2021; 1489 у 2009, 1896 у 1999, 1782 у 1989).
Станом на 1989 рік існувала Байкадамська сільська рада (села Байкадам, Жанаталап, Жаркукдук, Уюм). 2002 року зі складу Байкадамського сільського округу був виділений Жанаталапський сільський округ.

## Склад
До складу округу входять такі населені пункти:
| Населений пункт | Старі назви                  | Населення, осіб (1989) | Населення, осіб (1999) | Населення, осіб (2009) | Населення, осіб (2021) |
| --------------- | ---------------------------- | ---------------------- | ---------------------- | ---------------------- | ---------------------- |
| Жанаталап, село | Отділення №1 совхоза Комунар | 687                    | 625                    | 844                    | 684                    |
| Уюм, село       | -                            | 1095                   | 1094                   | 645                    | 838                    |